# Talkin' John Birch Paranoid Blues
«Talkin' John Birch Paranoid Blues», también conocida como «Talkin' John Birch Society Blues» y «Talkin' John Birch Blues», es una canción de protesta y de blues hablado del músico estadounidense Bob Dylan en 1962. Es una canción satírica, en la que un narrador paranoico está convencido de que los comunistas, o «Reds» («Rojos»), como los llama, se están infiltrando en el país. Se une a la John Birch Society, un grupo anticomunista, y comienza a buscar «rojos» en todas partes. El narrador condena a Betsy Ross como comunista y a cuatro presidentes de Estados Unidos como espías rusos, mientras que elogia a Adolf Hitler y George Lincoln Rockwell. Después de agotar las posibilidades de nuevos lugares para encontrar comunistas, comienza a investigarse a sí mismo.
A Dylan se le dio la oportunidad de actuar en The Ed Sullivan Show y quería cantar «Talkin' John Birch Paranoid Blues» en el programa. A CBS le preocupaba que incluir la canción en el programa pudiera resultar en una demanda por difamación por parte de miembros de la John Birch Society. Cuando Dylan se negó a interpretar una canción en el programa, salió de su set; el incidente cosechó publicidad. La controversia que rodeó a la canción hizo que Columbia Records eliminara «Talkin' John Birch Paranoid Blues» de las copias posteriores de The Freewheelin' Bob Dylan (1963), aunque se publicó en los álbumes posteriores de Dylan. La canción ha sido elogiada por su humor y considerada políticamente relevante décadas después de su lanzamiento.

## Composición y análisis
Bob Dylan escribió «Talkin' John Birch Paranoid Blues», una canción de protesta y blues hablado, en 1962. La canción se inspiró en un incidente en el que George Lincoln Rockwell, el fundador del Partido Nazi Americano y un anticomunista, llegó con un uniforme nazi fuera de una sala de cine que exhibía Éxodo (1960), una película sobre la fundación de Israel. Es una canción satírica, en la que un narrador paranoico está convencido de que los comunistas, o «Reds» («Rojos»), como los llama, se están infiltrando en el país. Se une a la John Birch Society, que afirmó que el presidente Dwight D. Eisenhower era un «agente consciente y dedicado de la conspiración comunista».
El protagonista de la canción comienza a buscar rojos en todas partes: debajo de su cama, su chimenea, su inodoro y su guantera. El narrador dice que él y otros miembros de la John Birch Society están de acuerdo con los puntos de vista de Adolf Hitler a pesar del hecho de que fue responsable de la muerte de seis millones de judíos, concluyendo que el fascismo de Hitler era irrelevante ya que al menos no era comunista. El narrador cree que Betsy Ross era comunista porque diseñó la bandera estadounidense con franjas rojas, y acusa a los presidentes de los Estados Unidos Dwight D. Eisenhower, Abraham Lincoln, Thomas Jefferson y «that Roosevelt guy» («ese tipo Roosevelt») de ser espías rusos. También dice que «To my knowledge there's just one man / That's really a true American: George Lincoln Rockwell / I know that he hates Commies cus he picketed the movie Exodus» («Por lo que sé, solo hay un hombre / que es realmente un verdadero estadounidense: George Lincoln Rockwell / Sé que odia a los comunistas porque piqueteó la película Éxodo»). Después de agotar las posibilidades de nuevos lugares para encontrar comunistas, el narrador comienza a investigarse a sí mismo.
En Bob Dylan: Prophet, Mystic, Poet, Seth Rogovoy se pregunta por qué «el piquete contra Éxodo indicaría tendencias anticomunistas». Rogovoy teoriza que Dylan podría estar haciendo referencia a la asociación entre los judíos y el comunismo o al hecho de que Éxodo fue escrita por Dalton Trumbo, uno de los Diez de Hollywood que fueron puestos en la lista negra por ser comunistas. Rogovoy también nota que la referencia de la canción a Éxodo ilustra el amor de Dylan por esa película; el cantante posteriormente introduciría presentaciones de «All Along the Watchtower» con un fragmento de «Theme from Exodus» de Ernest Gold. Un escritor de PBS interpretó la canción como sobre la importancia de la libertad de expresión. David E. Kaufman dice en Jewhooing the Sixties: American Celebrity and Jewish Identity que «Talkin' John Birch Society Blues» incluye algunas de las pocas referencias explícitas de Dylan a su propia condición judía, aunque ninguna de sus líneas es «exactamente un respaldo de su identidad como judío».

## Recepción crítica
Joe Lynch de Billboard dijo que si bien Dylan «no es exactamente "Weird Al" Yankovic o Tom Lehrer, [él] nos ha dado muchas letras irónicas, ingeniosas y extrañamente extravagantes a lo largo de los años» y enumeró la línea de la canción sobre Betsy Ross como una de la más divertidas en la discografía de Dylan. Amanda Petrusich de Pitchfork Media escribió que la canción «infame» ejemplificaba que «el momento cómico de Dylan estaba en su apogeo en el '64, gruñendo chistes perfectos ('Escuché algunos pasos en la puerta del porche delantero / Así que agarré mi escopeta del piso / Me escabullí por la casa con un resoplido y un silbido, diciendo ¡Manos en alto, comunista! / Era el cartero / Me golpeó') en cada ocasión». PBS dijo que la canción era un «principal ejemplo» de cómo «las canciones de Dylan a principios de los años 60 a menudo tienen un toque caprichoso, una especie de camuflaje de audio para el contenido radical de las letras». John Gray, del Houston Chronicle, sintió que «Talkin' John Birch Society Blues» prefiguraba canciones satíricas posteriores como «Holiday» de Green Day, «Los Ageless» de St. Vincent y «Humble» de Kendrick Lamar.
Tim Murphy, de la publicación Mother Jones, escribió en 2010 que «Talkin' John Birch Paranoid Blues» parecía especialmente relevante ya que a la John Birch Society se le permitió participar en la Conferencia de Acción Política Conservadora de ese año y Ron Paul la había aceptado. Murphy dijo que, dada la nueva relevancia de la John Birch Society, tal vez Dylan debería haber tocado la canción cuando actuó en la Casa Blanca a principios de ese año.

## Controversia enThe Ed Sullivan Show
«Talkin' John Birch Paranoid Blues» fue objeto de controversia que otorgó atención nacional a Dylan y jugó un papel significante en la configuración de su segundo álbum, The Freewheelin' Bob Dylan. El 12 de mayo de 1963, con el álbum a punto de publicarse, Dylan iba a aparecer en The Ed Sullivan Show en CBS. El programa de variedades nocturno, uno de los más populares de la televisión estadounidense, introdujo anteriormente a Elvis Presley al público nacional y en 1964 haría lo mismo con The Beatles.
Dylan hizo una audición para el programa a comienzos de 1962, antes del lanzamiento de su primer álbum. Tocó un par de canciones de la grabación, pero los ejecutivos de la cadena no estaban seguros de qué hacer con él. Descontento con la experiencia, Dylan pensó que no quería oír hablar del programa de nuevo. Pasó más de un año cuando le volvieron a llamar del programa para invitarlo a hacer una aparición especial.

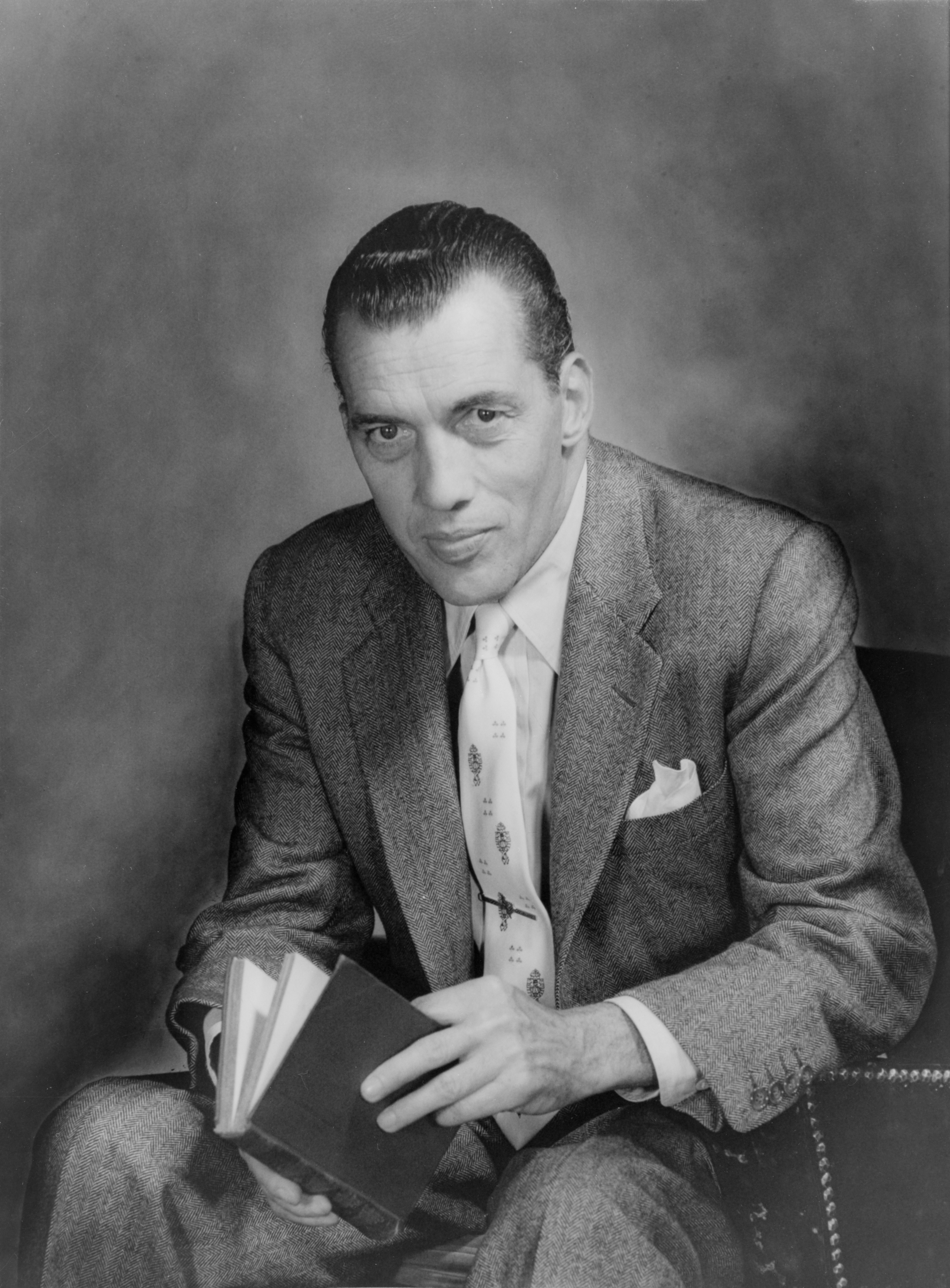
Ed Sullivan sintió que a Dylan se le debería permitir interpretar la canción en su programa.

Para la ocasión, Dylan eligió tocar «Talkin' John Birch Society Blues» (como se titulaba entonces). Ed Sullivan y los productores le oyeron tocarla en un ensayo el sábado 11 de mayo y se mostraron encantados con la canción. Sin embargo, cuando Dylan se presentó para el ensayo general la tarde del día siguiente, el mismo día de la emisión del programa, un ejecutivo de prácticas de programa de CBS le dijo que la canción debería ser reemplazada por otra debido a su posible difamación de los miembros de la John Birch Society. Negándose a hacer una canción diferente, Dylan se marchó de los ensayos. El incidente atrajo la atención nacional con noticias en periódicos como The New York Times, Billboard y The Village Voice. Sullivan, mientras tanto, respaldó a Dylan, argumentando que si otros programas podían burlarse del presidente John F. Kennedy, la John Birch Society no debería ser inmune a un tratamiento similar. Preocupado por las posibles represalias de la John Birch Society, el canal mantuvo su decisión. Luego, la controversia se extendió a Columbia, la división de discos de CBS. Cuando los abogados de la compañía se enteraron de que «Talkin' John Birch» estaba programada para el álbum, ordenaron que fuese eliminada.
Dylan estaba en una situación delicada. Su primer álbum se había vendido mal y en ese momento carecía del poder necesario para hacer frente a su compañía discográfica. Aunque molesto por la orden, cedió. Los envíos iniciales de Freewheelin', que ya se habían enviado, fueron retirados del mercado, y el álbum se reeditó sin «Talkin' John Birch Society Blues». Según un informe de 2012, las copias tempranas del álbum que cuentan con «Talkin' John Birch Paranoid Blues» tienen un valor de hasta $ 20 000. Dylan finalmente se benefició del asunto. Además de la publicidad favorable de su salida de The Ed Sullivan Show, le dio la oportunidad de reconsiderar sus selecciones para Freewheelin', que consideraba que tenía demasiadas selecciones «antiguas», canciones más próximas al estilo de su material anterior. Además de «Talkin' John Birch Society Blues», quitó tres de sus otras canciones más antiguas, que incluyen «Let Me Die in My Footsteps», «Ramblin' Gamblin' Willie» y «Rocks and Gravel». En lugar de ellas incluyó cuatro canciones grabadas durante la última de las sesiones de Freewheelin': «Masters of War», «Girl from the North Country», «Bob Dylan's Dream» y «Talkin' World War III Blues».

## Grabaciones y publicaciones
Dylan grabó «Talkin' John Birch Paranoid Blues» durante la primera sesión de The Freewheelin' Bob Dylan en el estudio A de Columbia Recording Studios el 24 de abril de 1962. Compuso la canción en febrero de 1962, y la letra y la música apareció en la primera edición de la revista Broadside a finales de mes, convirtiéndose en la primera canción de Dylan en publicarse. En marzo de 1963, casi un año después de grabar la versión del álbum, grabó una demo para su editora musical, M. Witmark & Sons. La demo fue publicada en The Bootleg Series Vol. 9: The Witmark Demos: 1962-1964 en octubre de 2010.
La primera interpretación de Dylan de la canción en concierto tuvo lugar el 22 de septiembre de 1962 en el hootenanny anual de Pete Seeger, en el Carnegie Hall de Nueva York. Después del incidente en The Ed Sullivan Show, tocó la canción con frecuencia hasta finales de 1964, a veces bromeando con la decisión de CBS en la introducción. Una interpretación durante un concierto en el Carnegie Hall el 26 de octubre de 1963 fue incluida en el recopilatorio The Bootleg Series Volumes 1-3 (Rare & Unreleased) 1961-1991. La última versión en directo tuvo lugar durante un concierto en el Philharmonic Hall de Nueva York en 1964, que apareció en The Bootleg Series Vol. 6: Bob Dylan Live 1964, Concert at Philharmonic Hall en marzo de 2004.

## Versiones
Steve Buscemi cubrió «Talkin' John Birch Paranoid Blues» en un concierto tributo a Dylan en honor al 77 cumpleaños del cantante. El concierto tributo incluyó la misma lista de canciones que el concierto de Dylan de 1963 en The Town Hall. Buscemi reinterpretó la canción como una spoken word. Durante su interpretación de la canción, Buscemi le dijo al difunto Ed Sullivan: «With all due respect, you blew it, man!» («Con el debido respeto, ¡la cagaste, tío!»).